# Пальмов, Александр Симеонович
Алекса́ндр Симео́нович Па́льмов (1820 — ок. 1880) — священник Русской православной церкви, протоиерей, настоятель Знаменского собора в Ардатове.

## Биография
Родился в 1820 году в городе Ардатове Нижегородской губернии в семье настоятеля Знаменского собора. Окончил Нижегородскую семинарию с аттестатом I разряда в 1841 году, после чего служил священником в Балахне. С 1857 года — преподаватель Закона Божьего в Городецком приходском училище. С 1861 года занимал такую же должность в Ардатовском уездном училище; с того же года — протоиерей и настоятель Знаменского собора. Был депутатом при Ардатовском духовном правлении.

## Награды
Александр Симеонович Пальмов имел следующие церковные и государственные награды:
- Фиолетовая скуфья (1859).
- Камилавка (1866).
- Наперсный крест «В память войны 1853—1856» (?).
- Наперсный крест с перстнем (1874)
- Орден Святой Анны II степени (?)